# A Coming Storm
A Coming Storm è il secondo album della band black metal tedesca Cryptic Wintermoon. L'album è stato registrato ai Frost Studios tra l'aprile e il novembre del 2002 e pubblicato nel maggio del 2003 da parte della Massacre Records.

## Tracce
1. Hate Revealed - 05:13
2. Messiah - 06:15
3. Supersatan - 03:39
4. Nocturnal Whispers - 02:17
5. The Shadowkeep - 04:24
6. Dark Crusade - 04:03
7. Bastard - 05:02
8. A Coming Storm - 04:58
9. Darkness Forever - 05:44
10. Obsidian Fragments - 02:39
11. The Righteous Slayer - 04:00
12. Necromancer - 03:29
13. Nightcrawler (Judas Priest cover) - 04:51
14. When All Is Said and Done - 02:43